# Ferroactinolita
La ferroactinolita és un mineral de la classe dels silicats, que pertany al grup dels amfíbols. Forma una sèrie de solució sòlida amb la tremolita-actinolita, de la qual és el terme extrem ric en ferro(II). Aquest fet és el que va inspirar Nils Sundius per assignar el nom de farro-actinolita a aquest mineral l'any 1946.

## Característiques
La ferroactinolita és un silicat de fórmula química ☐Ca₂(Fe2,5-0,02+,Mg2,5-5,0)Si₈O22(OH)₂. A més dels elements de la seva fórmula també pot contenir impureses de titani, alumini, manganès, sodi, potassim fluor i fòsfor. Cristal·litza en el sistema monoclínic. Els cristalls tenen forma de fulla o són columnars; també fibrosos radiants; granulars, massius. La seva duresa a l'escala de Mohs de és 5 a 6.
Segons la classificació de Nickel-Strunz, la ferroactinolita pertany a «09.DE - Inosilicats amb 2 cadenes dobles periòdiques, Si₄O11; clinoamfíbols» juntament amb els següents minerals: antofil·lita, cummingtonita, clinoholmquistita, grunerita, manganocummingtonita, manganogrunerita, permanganogrunerita, ferrofluoropedrizita, ferrifluoroleakeïta, actinolita, ferritschermakita, ferrohornblenda, ferrotschermakita, joesmithita, magnesiohornblenda, tremolita, tschermakita, cannilloïta, fluorcannilloïta, parvomanganotremolita, fluorotremolita, potassicfluoropargasita, edenita, ferroedenita, ferrokaersutita, ferropargasita, hastingsita, kaersutita, magnesiohastingsita, pargasita, sadanagaïta, fluoroedenita, potassicferroferrisadanagaïta, potassicsadanagaïta, potassicpargasita, potassicferrosadanagaïta, magnesiofluorohastingsita, potassicfluorohastingsita, potassicclorohastingsita, fluoropargasita, parvomanganoedenita, potassiccloropargasita, potassicferrocloroedenita, potassicmagnesiohastingsita, potassicferropargasita, cromiopargasita, ferrotaramita, barroisita, ferroferribarroisita, ferroferriwinchita, ferribarroisita, ferroferritaramita, ferroferricatoforita, ferrobarroisita, ferrorichterita, ferrowinchita, ferrokatophorita, ferritaramita, magnesiotaramita, richterita, winchita, taramita, fluororichterita, katophorita, potassicfluororichterita, potassicrichterita, ferrighoseïta, ferriwinchita, fluorotaramita, arfvedsonita, eckermannita, ferroeckermannita, ferroglaucòfan, glaucòfan, potassicmanganileakeïta, manganoarfvedsonita, ferrileakeïta, magnesioriebeckita, magnesioarfvedsonita, nyboïta, riebeckita, manganomanganiungarettiïta, ferroferrinyboïta, clinoferroferriholmquistita, ferrinyboïta, ferroferrileakeïta, ferroferrifluoroleakeïta, sodicferriclinoferroholmquistita, magnesiofluoroarfvedsonita, ferripedrizita, potassicferrileakeïta, fluoronyboïta, manganidellaventuraïta, fluoropedrizita, potassicarfvedsonita, ferriobertiïta, potassicmagnesiofluoroarfvedsonita, ferroferripedrizita, potassicmagnesioarfvedsonita, pedrizita, ferropedrizita, fluoroleakeïta i ferroferriobertiïta.

## Formació i jaciments
La ferroactinolita es forma en esquists blaus i esquists verds rics en ferro, també en formacions de ferro metamorfosades i com a part d'un conjunt de filons que tallen skarns de Ca-Fe-Si.
Ha estat trobada a Alemanya,l'Argentina, Austràlia, Àustria, el Brasil, el Camerun, el Canadà, Eslovàquia, Espanya, els Estats Units, França, Grècia, Groenlandia, Itàlia, el Japó, Namíbia, Noruega, el Pakistan, Portugal, el Regne Unit, la República Txeca, Romania, Rússia, Sud-àfrica, Suècia, Suïssa i la Xina. A Catalunya, s'ha trobat ferroactinolita al barranc de les Collades, a la localitat de Tremp (Pallars Jussà, Lleida) i a la mina Joaquina primera, a la localitat de Bellmunt del Priorat (El Priorat, Tarragona).
Sol trobar-se associada amb altres minerals com: hedenbergita (producte de substitució), andradita, ilvaïta (contacte metamòrfic), cummingtonita, quars, magnetita, riebeckita, biotita i hematita (formacions de ferro).